# Švédské hokejové hry 2001 (únor)
Hokejový turnaj byl odehrán od 6.2.2001 - do 11.2.2001 v Stockholmu. Utkání Česká republika - Rusko bylo odehráno v Pardubicích. Tohoto turnaje se zúčastnila i Kanada.

## Výsledky a tabulka
|    |         | SWE     | FIN    | CAN    | CZE    | RUS   | V | VP | PP | P | Skóre | B |
| 1. | Švédsko | Švédsko | 2:1    | 5:1    | 1:2    | 2:1   | 3 | 0  | 0  | 1 | 10:5  | 9 |
| 2. | Finsko  | 1:2     | Finsko | 6:3    | 3:2 PP | 4:1   | 2 | 1  | 0  | 1 | 14:8  | 8 |
| 3. | Kanada  | 1:5     | 3:6    | Kanada | 3:1    | 6:4   | 2 | 0  | 0  | 2 | 13:16 | 6 |
| 4. | Česko   | 2:1     | 2:3 PP | 1:3    | Česko  | 1:2   | 1 | 0  | 1  | 2 | 6:9   | 4 |
| 5. | Rusko   | 1:2     | 1:4    | 4:6    | 2:1    | Rusko | 1 | 0  | 0  | 3 | 8:13  | 3 |

 Rusko -  Česko 2:1 (0:0, 1:0, 1:1)
6. února 2001 - Pardubice

Branky  Rusko: 31:06 Prokopjev, 52:01 Golc 

Branky  Česko: 47:57 Petr Čajánek.

Rozhodčí: Andersson (SWE) - Blümel, Pouzar (CZE)

Vyloučení: 6:6 (1:0) navíc Vlasák (CZE) na 10 min.

Diváků: 8 105
Česko: Salfický - Tesařík, Štěpánek, Marušák, Zábranský, P. Kadlec, Nikolov, Pilař, Srdínko - Paroulek, Dopita,Moravec - Vostřák, Čajánek, Hübl - Kratěna, Piroš, Vlasák - Kotalík, Burger, Brabenec.
Rusko: Tarasov - Jefstajev, Orechovskij, Petročinin, Varlamov, Bykov, Ždan, Krasotkin, Kuchtinov - Guljavcev,Prokopjev, Karpov - Gusmanov, Razin, Golc - D. Kvartalnov, Dacjuk, S. Zolotov - Sušinskij, Kozněv, Zatonskij.

 Kanada -  Švédsko 1:5 (1:0, 0:4, 0:1)
6. února 2001 - Stockholm

Branky  Kanada: 4:21 Anderson 

Branky  Švédsko: 33:22 Jönsson, 35:44 Artursson, 38:00 Molin, 39:15 Jönsson, 57:51 Renberg 

Rozhodčí: Savolainen (FIN) - Lingren, Svensson (SWE)

Vyloučení: 5:7 (0:1)

Diváků: 9 564

 Finsko -  Česko 3:2 PP (1:2, 0:0, 1:0 - 1:0)
7. února 2001 - Stockholm

Branky  Finsko: 12:52 Hentunen, 48:28 Hentunen, 64:24 Kiprusoff 

Branky  Česko: 1:22 Pavel Vostřák, 7:06 David Moravec

Rozhodčí: Öberg - M., P. Claesson (SWE)

Vyloučení: 3:4 (0:0)

Diváků: 2 431
Česko: Hudáček - Tesařík, Štěpánek, Marušák, P. Kadlec, Pilař, Srdínko - Moravec, Dopita, Vlasák - Vostřák, Čajánek, Hübl - Kotalík, Piroš, Brabenec - Melenovský, Burger, Paroulek.
Finsko: Nurminen - Nikko, Tuulola, Koivisto, Järventie, Mäntylä, Grönvall, Petriläinen, Kiprusoff - Varis, Helminen, Viitakoski - Hentunen, Pärssinen, Kapanen - Hassinen, Ojanen, Vertala - Virta, Lius, Hagman.

 Finsko -  Kanada 6:3 (1:2, 5:1, 0:0)
8. února 2001 - Stockholm

Branky  Finsko: 2:00 Vertala, 23:11 Pärssinen, 23:59 Hagman, 33:28 Hagman, 37:28 Viitakoski, 39:00 Grönvall 

Branky  Kanada: 15:41 Walser, 17:13 Walser, 39:47 Norris.

Rozhodčí: Lärking - M., P. Cleasson (SWE)

Vyloučení: 6:8 (1:1, 2:0) navíc Giroux (CAN)

Diváků: 1 478

 Švédsko -  Rusko 2:1 (1:0, 1:1, 0:0)
8. února 2001 - Stockholm

Branky  Švédsko: 10:55 Tjärnqvist, 21:06 Ahlström 

Branky  Rusko: 29:21 Varlamov 

Rozhodčí: Savolainen (FIN) - Ulriksson, Ljungqvist (SWE)

Vyloučení: 8:7 (0:1)

Diváků: 9 321

 Česko -  Kanada 1:3 (0:0, 1:2, 0:1)
9. února 2001 - Stockholm

Branky  Česko: 39. David Moravec

Branky  Kanada: 30. Marois, 40. Norris, ???? 

Rozhodčí: T. Andersson - J. Norrman, J. Karlsson

Vyloučení: 6:7 (0:1)
Česko: Hudáček - Tesařík, Štěpánek, Pilař, Srdínko, Nikolov, Marušák - Moravec, Dopita, Vlasák, Vostřák, Čajánek, Hübl, Kotalík, Piroš, Brabenec, Kratěna, Menenovský (21. Paroulek), Burger.
Kanada: Draper - Plavsic, Walser, Severyn, Bouchard, Anderson, Faloon, Bouchard - Savoia, Purdie, Bohonos, Roy, Parks, Banham, Hlushko, Tomlinson, Fata, Norris, Faust, Marois.

 Rusko -  Finsko 1:4 (0:1, 1:1, 0:2)
10. února 2001 - Stockholm

Branky  Rusko: 39:31 Zatonskij 

Branky  Finsko: 17:13 Kapanen, 37:30 Hassinen, 40:38 Helminen, 49:01 Pärssinen  

Rozhodčí: Šindler (CZE) - Ulriksson, Ljungqvist (SWE)

Vyloučení: 10:6 (0:1, 0:1) navíc Varlamov (RUS) na ?

Diváků: 6 398

 Česko -  Švédsko 2:1 (0:1, 1:0, 1:0)
10. února 2001 - Stockholm

Branky  Česko: 23. Kamil Brabenec, 56. Pavel Vostřák

Branky  Švédsko: 20. A. Johansson

Rozhodčí: Johnsen (NOR) - Karlsson, Lindgren (SWE)

Vyloučení: 10:11 (0:1)

Diváků: 13 850
Česko: Salfický - Tesařík, Štěpánek, Kadlec, Nikolov, Pilař, Srdínko - Moravec, Dopita, Vlasák - Vostřák, Čajánek, Hübl - Kotalík, Piroš, Brabenec - Kratěna, Burger, Paroulek.
Švédsko: Hadelöv - Olausson, Rohlin, Nord, Andersson, Olsson, D. Tjärnqvist, Artursson, Tallinder - A. Johansson, Jönsson, Renberg - Ahlström, Mathias Johansson, Huselius - M. Tjärnqvist, Mikael Johansson, Molin - Wernblom, Ottosson, Salomonsson.

 Rusko -  Kanada 4:6 (2:1, 0:3, 2:2)
11. února 2001 - Stockholm

Branky  Rusko: 3. Ždan, 15. Golc, 41. Sušinskij, 47. Ždan

Branky  Kanada: 18. Purdie, 30. Parks, 32. Parks, 39. Bouchard, 50. Parks, 57. Marois

Rozhodčí: Lahti - Ljungqvist, Ulriksson (SWE)

Vyloučení: 5:11 (2:1)

Diváků: 4 021
Rusko: Čistov (41. Tarasov) - Jestafjev, Orechovskij, Petročinin, Varlamov, Krasotkin, Kuchtinov, Bykov, Ždan, - Guljavcev, Prokopjev, Karpov - Gusmanov, Razin, Golc - Sušinskij, Kozněv, Zatonskij - Bojčenko, Dacjuk, Zolotov.
Kanada: Muzzati - Bouchard, Severyn, Giroux, Anderson, Walser, Plavsic - Hlushko, Tomlinson, Fata - Roy, Parks, Banham - Marois, Faust, Falloon - Savoia, Purdie, Bohonos.

 Švédsko -  Finsko 2:1 (1:1, 1:0, 0:0)
11. února 2001 - Stockholm

Branky  Švédsko: 4. Mathias Johansson, 25. A. Johansson 

Branky  Finsko: 12. Koivisto

Rozhodčí: Šindler (CZE) - Lindgren, Norrman (SWE)

Vyloučení: 5:4 (0:1) navíc Lius a Koivisto (FIN) 10 min.

Diváků: 13 850
Švédsko: M. Tellqvist - Olausson, Rohlin, Nord, Andersson, Olsson, D. Tjärnqvist, Artursson, Tallinder - A. Johansson, Jönsson, Renberg - Ahlström, Mathias Johansson, Huselius - Mikael Johansson, Ottoson, Molin - M. Tjärnqvist, Salomonsson, Wernblom.
Finsko: Myllys - Nikko, Tuulola, Koivisto, Järventie, Mäntylä, Grönvall, Petriläinen, Marko Kiprussof - Varis, Helminen, Viitakoski - Hassinen, Ojanen, Vertala - Virta, Lius, Hagman - Hentunen, Kapanen.